# پامچال اسکاتلندی
پامچال اسکاتلندی (نام علمی: Primula scotica) نام یک گونه از سرده پامچال است.